# Чесник, Милан
Милан Михайлович Чесник (серб. Милан Михаеле Чесник, словен. Milan Mihaela Česnik; 1 июня 1920, Любляна — 26 июня 1942, там же) — югославский словенский партизан Народно-освободительной войны, Народный герой Югославии.

## Биография
Окончил школу в 1920 году, поступил в Люблянский университет на химический факультет. В раннем возрасте был принят в Союз коммунистической молодёжи Югославии и Коммунистическую партию Словении. После вторжения Германии ушёл в подполье, занявшись подготовкой антифашистского восстания. Работал в Службе обеспечения и безопасности военным врачом и разведчиком с осени 1941 года. Был арестован в июне 1942 года итальянцами при попытке бегства из города, после чего взят в заложники и расстрелян.